# Ocean Village (Gibraltar)
Pour les articles homonymes, voir Ocean Village.

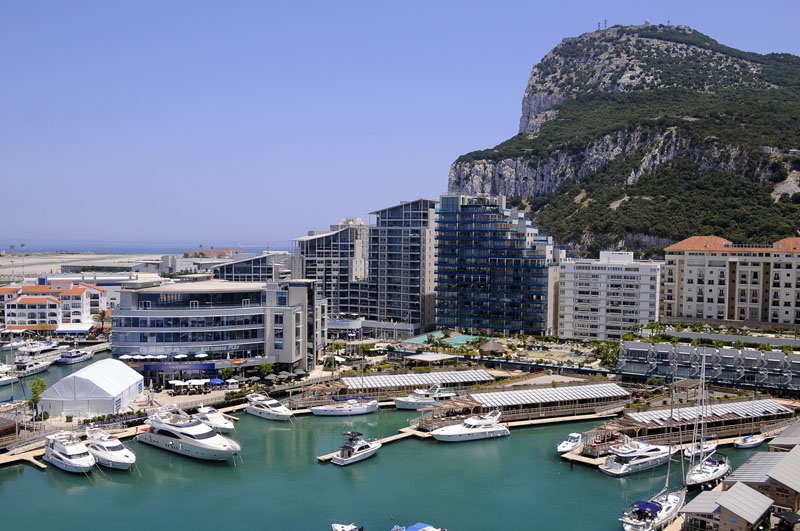
Vue de Ocean Village en 2010.

Ocean Village est un développement résidentiel et de loisirs à Gibraltar, avec villas, appartements, une marina, les espaces d'affaires, des restaurants et un casino. Le casino, construit sur Heart Island, fait partie du Gala Coral Group. Le 3 mai 2006, Gregory Butcher, le chef de la direction de Ocean Village, a annoncé l'acquisition de Marina Bay Complex, le propriétaire de Marina Bay et plans futurs de fusionner avec Ocean Village.
Ocean Village a remporté le prix pour La Meilleure Architecture, La meilleure décoration d'intérieurs et Les meilleures appartements de l'Europe et l'Afrique pour 2008.